# Шатра (село)
 Тази статия е за село Шатра.  За понятие вижте Шатра.  
Шатра (на сръбски: Шатра или Šatra) е село в Сърбия, Топлишки окръг, община Куршумлия. Според Националната статистическа служба на Република Сърбия през 2011 г. селото има 27 жители.

## Демография
Броят на населението в годините 1948 – 2011 е както следва: